# Show Me Love
Show Me Love – singel promocyjny duetu t.A.T.u. wysłany tylko do rozgłośni radiowych w Polsce na początku 2003 roku. Taka sytuacja miała miejsce w związku z "kolizją" w wydaniu dwóch pierwszych albumów t.A.T.u. na polskim rynku – rosyjskojęzycznego 200 po wstriecznoj i anglojęzycznego 200 km/h in the Wrong Lane. Oba krążki zostały wypuszczone w 2002 roku w niespełna półrocznej odległości (czerwiec-listopad), spowodowało to brak większego zainteresowania wersją angielską – rosyjski odpowiednik wciąż znajdował się w czołówce notowania OLiS. Polski oddział Universal Music zdecydował się wobec tego nie popełnić podobnego błędu przy doborze singli i na polskim rynku przyspieszono wydanie utworu Show Me Love. Miało to miejsce pomiędzy ogólnoświatową promocją "All the Things She Said" oraz "Not Gonna Get Us" (obie rosyjskie wersje tych piosenek nadal były przebojami w polskich notowaniach, natomiast "Show Me Love" było zupełnie premierowym singlem – rosyjski odpowiednik nie został nigdy oddzielnie wydany).
Planowo, w późniejszym terminie, miał to być kolejny oficjalny singel promujący album 200 km/h in the Wrong Lane, ale ostatecznie firma fonograficzna Interscope/Universal zdecydowała się na wydanie How Soon is Now?. 

## Wideoklip
Teledysk został nagrany w maju 2003 roku w Los Angeles, Londynie, Moskwie i Tokio. Reżyser Ivan Shapovalov został aresztowany podczas kręcenia wideoklipu ze względu na zakłócanie spokoju na moskiewskim Placu Czerwonym. Ostatecznie film został anulowany i nigdy go nie wydano. Stacje telewizyjne w Polsce emitowały klip do "30 minut" z podłożonym dźwiękiem "Show Me Love".

## Notowania
| Główne listy    | Pozycja |
| Polska - 30 Ton | 6       |

## Remiksy utworu
- Show Me Love (Preacher Remix) 5:08
- Show Me Love (Sven Martin Remix) 4:07
- Show Me Love (DJ DerMr Extended Mix) 5:51
- Show Me Love (DJ Lukas & DJ Klubber Klubb Remix) 5:42